# On the Third Day
On the Third Day es el tercer álbum de estudio del grupo británico Electric Light Orchestra, publicado por la compañía discográfica Warner Bros. Records en diciembre de 1973. En Estados Unidos, el álbum fue publicado un mes antes bajo el sello United Artists Records.

## Grabación
En comparación con el resto de trabajos del grupo, y a excepción de ELO 2, On the Third Day incluyó un estilo más cercano al rock progresivo, con arreglos más elaborados y transiciones entre las canciones. El sintetizador Minimoog puede escucharse de forma destacada en varias canciones, especialmente como instrumento principal en «Daybreaker». Supuso además el álbum donde Jeff Lynne, líder del grupo tras la marcha de Roy Wood, intentó recrear el sonido orquestal en el estudio de grabación al doblar pistas de chelos y violines: para su siguiente trabajo, Eldorado, Lynne contrató a una orquesta real. Marc Bolan tocó la guitarra en «Ma-Ma-Ma Belle» y «Dreaming of 4000», aunque no figuró en los créditos, así como en «Everyone's Born to Die», un tema inédito hasta su publicación como tema extra en la reedición de 2006.
La segunda cara del álbum fue grabada poco después de las sesiones de ELO2, pero a diferencia de su predecesor, contiene canciones más cortas. En contraste, las cuatro canciones de la cara A están unidas por transiciones musicales que lo convierten en una suite. El violinista Mik Kaminski hizo su debut en el álbum reemplazando a Wilfred Gibson, aunque Gibson tocó en las canciones grabadas para la segunda cara de la edición original en vinilo. Junto a Gibson, el chelista Colin Walker también abandonó el grupo, dejando a Mike Edwards como único chelista de la formación.
«Ocean Breakup/King of the Universe» contiene una secuencia de código morse deletreando ELO, algo que Lynne volvió a repetir diez años más tarde en la canción «Secret Messages». Además, varias canciones fueron publicadas con títulos distintos a sus primeras versiones: el título provisional de «In the Hall of the Mountain King» era «In the Hole of the Mounted Parrot», el de «Daybreaker» era «Theme from Glass Table», y el de «Dreaming of 4000» era «I'm Only Dreaming». En los créditos del álbum, Jeff dejó como broma a un tal Ted Blight como chelista.

## Publicación
On the Third Day fue publicado en 1973 y supuso el primer trabajo del grupo en no entrar en la lista de discos más vendidos del Reino Unido. Sin embargo, el álbum alcanzó el puesto 52 en la lista estadounidense Billboard 200, superando la posición alcanzada por ELO 2. El álbum obtuvo también críticas generalmente favorables de la prensa musical. Bruce Eder, de Allmusic, escribió: «El tercer álbum de la Electric Light Orchestra mostró un avance notable, con un sonido más completo y cohesionado de la banda en su conjunto y grandes mejoras en la voz y composición de Jeff Lynne. Aquí es donde la banda tomó su sonido familiar, la voz de Lynne mostrando de repente una expresividad atractiva reminiscente de la de John Lennon en sus primeros años en solitario».
«Showdown» fue originalmente planeado para publicarse como sencillo, y debido a que fue editado por una compañía diferente, Harvest Records, no apareció en la edición del álbum en el Reino Unido, publicada por Warner Bros. Records. Sin embargo, la canción sí fue incluida en la versión estadounidense del álbum.

## Reediciones
El 11 de septiembre de 2006, Epic Records y Legacy Recordings reeditaron una versión remasterizada de ELO 2 con cinco temas extra.

## Lista de canciones
Todas las canciones escritas y compuestas por Jeff Lynne excepto donde se anota. 
| Cara A |                                            |              |          |  |
| N.º    | Título                                     | Escritor(es) | Duración |  |
| 1.     | «Ocean Breakup/King of the Universe»       |              | 4:07     |  |
| 2.     | «Bluebird Is Dead»                         |              | 4:42     |  |
| 3.     | «Oh No Not Susan»                          |              | 3:07     |  |
| 4.     | «New World Rising/Ocean Breakup (Reprise)» |              | 4:05     |  |

| Cara B |                                    |              |          |  |
| N.º    | Título                             | Escritor(es) | Duración |  |
| 1.     | «Daybreaker»                       |              | 3:51     |  |
| 2.     | «Ma-Ma-Ma Belle»                   |              | 3:56     |  |
| 3.     | «Dreaming Of 4000»                 |              | 5:04     |  |
| 4.     | «In the Hall of the Mountain King» | Edvard Grieg | 6:37     |  |

| Reedición de 2006 |                                            |              |          |  |
| N.º               | Título                                     | Escritor(es) | Duración |  |
| 1.                | «Ocean Breakup/King of the Universe»       |              | 4:07     |  |
| 2.                | «Bluebird Is Dead»                         |              | 4:42     |  |
| 3.                | «Oh No Not Susan»                          |              | 3:07     |  |
| 4.                | «New World Rising/Ocean Breakup (Reprise)» |              | 4:05     |  |
| 5.                | «Showdown»                                 |              | 4:09     |  |
| 6.                | «Daybreaker»                               |              | 3:51     |  |
| 7.                | «Ma-Ma-Ma Belle»                           |              | 3:56     |  |
| 8.                | «Dreaming Of 4000»                         |              | 5:04     |  |
| 9.                | «In the Hall of the Mountain King»         | Edvard Grieg | 6:37     |  |
| 10.               | «Auntie (Ma-Ma-Ma Belle)» (Toma 1)         |              | 1:19     |  |
| 11.               | «Auntie (Ma-Ma-Ma Belle)» (Toma 2)         |              | 4:05     |  |
| 12.               | «Mambo (Dreaming of 4000)» (Toma 1)        |              | 5:05     |  |
| 13.               | «Everyone's Born to Die»                   |              | 3:43     |  |
| 14.               | «Interludes»                               |              | 3:40     |  |

## Personal
- Jeff Lynne: voz y guitarras
- Bev Bevan: batería y percusión
- Richard Tandy: piano y sintetizador Moog
- Mike de Albuquerque: bajo y coros
- Mik Kaminski: violín
- Mike Edwards: chelo
- Marc Bolan: guitarra
- Wilf Gibson: violín
- Colin Walker: chelo

## Posición en listas
| País           | Lista             | Posición |
| -------------- | ----------------- | -------- |
| Australia      | ARIA Albums Chart | 10       |
| Estados Unidos | Billboard 200     | 52       |

| Sencillo         | País           | Lista             | Posición |
| ---------------- | -------------- | ----------------- | -------- |
| «Showdown»       | Estados Unidos | Billboard Hot 100 | 53       |
| «Showdown»       | Países Bajos   | Dutch Top 40      | 25       |
| «Showdown»       | Reino Unido    | UK Singles Chart  | 12       |
| «Ma-Ma-Ma Belle» | Reino Unido    | UK Singles Chart  | 22       |